# John Sharp (General)
Sir John Aubrey Taylor Sharp, KCB, MC&Bar (* 6. September 1917 in Blaby, Leicestershire, England; † 15. Januar 1977 in Oslo) war ein britischer Offizier der British Army, der unter anderem als Generalleutnant von 1970 bis 1972 Kommandierender General des I. Korps (I Corps) sowie zwischen 1972 und 1974 Militärischer Sekretär im Verteidigungsministerium war. Zuletzt fungierte er als General von 1974 bis zu seinem Tode 1977 als Oberkommandierender der Alliierten Streitkräfte der NATO in Nordeuropa AFNORTH (Allied Forces Northern Europe).

## Leben

### Offiziersausbildung, Zweiter Weltkrieg und Nachkriegszeit
John Aubrey Taylor Sharp, Sohn von A. T. Sharp, begann nach dem Besuch der Repton School ein Studium am Jesus College der University of Cambridge und wurde am 30. August 1938 als University Candidate Leutnant (Second Lieutenant). Kurz vor Beginn des Zweiten Weltkrieges wurde er am 12. August 1939 als Leutnant in das Royal Regiment of Artillery der British Army übernommen, wobei die Beförderung auf den 27. Januar 1938 zurückdatiert wurde. Am 1. Januar 1941 erfolgte seine Beförderung zum Oberleutnant (Lieutenant). Für seine militärischen Verdienste im Mittleren Osten wurde ihm am 13. August 1942 das Military Cross (MC) verliehen. Am 15. Dezember 1942 wurde er in Anerkennung seiner Verdienste im Nahen Osten im Zeitraum November 1941 bis April 1942 im Kriegsbericht erwähnt (Mentioned in dispatches) und erhielt des Weiteren für Verdienste bei Einsätzen im Mittleren Osten am 19. August 1943 eine Spange (Bar) zum Military Cross.
Nach Kriegsende wurde Sharp am 27. Januar 1946 zum Hauptmann (Captain) sowie am 27. Januar 1951 zum Major befördert. Am 9. November 1956 erhielt er zunächst den Brevet-Rang als Oberstleutnant und erhielt am 10. November 1959 seine Beförderung zum Oberstleutnant (Lieutenant-Colonel).

### Aufstieg zum General
John Sharp war als Oberst (Colonel) zwischen November 1960 und Dezember 1962 Kommandeur (Commanding Officer) der 11. Infanteriebrigade (11th Infantry Brigade) sowie im Anschluss von Januar 1964 bis Februar 1966 Kommandant der Artillerieschule des Heeres (Royal School of Artillery). In dieser Verwendung erfolgte am 8. Oktober 1964 seine Beförderung zum Brigadegeneral (Brigadier). Anschließend wurde er als kommissarischer Generalmajor (Temporary Major-General) Kommandeur der 2. Division (General Officer Commanding, 2nd Division) und verblieb auf diesem Posten bis zum 1. Dezember 1967. Am 29. April 1966 wurde er zum Generalmajor (Major-General) befördert, wobei dieses Beförderung rückwirkend zum 14. April 1965 erfolgte. Am 15. Dezember 1967 übernahm er den Posten als Kommandant des Staff College Camberley und verlieb auf diesem Posten bis zum 12. Januar 1969. Für seine Verdienste wurde er am 1. Januar 1969 Companion des Order of the Bath (CB) sowie am 1. August 1969 Regimentsoberst des Artillerieregiments (Colonel Commandant, Royal Regiment of Artillery).
Im Januar 1970 löste Sharp Generalleutnant Sir Mervyn Butler als Kommandierender General des I. Korps (General Officer Commanding-in-Chief, I Corps) ab und verblieb auf diesem Posten bis zum 14. Januar 1972, woraufhin Generalleutnant Sir Roland Gibbs seine dortige Nachfolge antrat. In dieser Verwendung wurde er am 12. Februar 1970 zum Generalleutnant (Lieutenant-General) befördert. Er wurde außerdem am 13. 1970 zum Knight Commander des Order of the Bath (KCB) geschlagen und führte fortan den Namenszusatz „Sir“. Danach wechselte er ins Verteidigungsministerium (Ministry of Defence) und löste dort am 2. Februar 1972 Generalleutnant Sir Thomas Pearson als Militärischer Sekretär (Military Secretary) ab. Er war damit bis zu seiner Ablösung durch Generalleutnant Sir Patrick Howard-Dobson am 4. Juni 1974 verantwortlich für Ernennungen, Beförderungen, Entsendungen und Disziplinarmaßnahmen von hochrangigen Offizieren der britischen Armee.
Zuletzt übernahm Sir John Sharp am 18. September 1974 abermals von General Sir Thomas Pearson den Posten als Oberkommandierender der Alliierten Streitkräfte der NATO in Nordeuropa AFNORTH (Allied Forces Northern Europe). Er bekleidete diesen bis zu seinem Tode am 15. Januar 1977 und wurde daraufhin von General Sir Peter John Frederick Whiteley abgelöst. Er wurde am 18. September 1974 zum General befördert, wobei die Beförderung rückwirkend zum 24. April 1973 erfolgte. Er war zudem bis zum 1. November 1975 Colonel-Commandant Royal Army Educational Corps und wurde darauf von Generalleutnant Sir Alexander James Wilson abgelöst. Er war des Weiteren zwischen 1976 und seinem Tode 1977 Adjutant (Aide-de-camp) von Königin Elisabeth II.